# Piero Gancia
Piero Vallarino Gancia (Turim, 30 de agosto de 1922 — São Paulo, 1 de novembro de 2010) foi um piloto de automóveis ítalo-brasileiro, tendo sido o o primeiro campeão brasileiro de automobilismo (em 1966, quando o torneio foi criado). É o pai da jornalista Barbara Gancia.
Morreu em virtude da doença de Alzheimer aos 88 anos de idade.